# Nittai-ji
Kakuōzan Nittai-ji (覚王山日泰寺?   «Templo Japón-Tailandia») es un templo budista situado en la ciudad de Nagoya, en la prefectura de Aichi, Japón. Fue construido en 1904 con el propósito de guardar las cenizas de Buda, las cuales fueron entregadas a Japón por el Reino de Tailandia. “覚王” significa “Rey del Despertar” o “Rey Iluminado”, en referencia al Buda, y “日泰” representa a Japón y al Reino de Tailandia en japonés.
Por lo general, cada templo en Japón pertenece a una escuela religiosa específica. Sin embargo, Nittai-ji no está afiliado a ninguna escuela en particular. Cada tres años, diecinueve escuelas budistas se turnan para enviar a un sacerdote principal que oficie en el templo. Habitualmente, el embajador de Tailandia visita Nittai-ji en el Día del Rey Chulalongkorn.

## Historia

### Descubrimiento de las reliquias de Buda
En enero de 1898, un oficial residente británico llamado William Peppe descubrió una urna de esteatita que contenía huesos humanos mientras excavaba un túmulo cerca de la frontera con Nepal, en Piprahwa. En el lateral de la urna se hallaron inscripciones antiguas que se cree datan del siglo III a.C. El texto dice:
“La urna con los restos sagrados de Buda está consagrada con un corazón confiado por su esposa, hijos, hermanos y hermanas, junto con el clan Sakya en la India, Sakya”.
Este hallazgo refuerza la veracidad histórica de una creencia tradicional expresada en textos budistas, los cuales afirman que tras la muerte de Buda, su cuerpo fue incinerado y sus cenizas fueron divididas en ocho partes. Parte de esa porción asignada al clan Sakya fue conservada en Kapilavastu.
En el siglo XIX, muchos investigadores creían que Buda era un personaje legendario. Este descubrimiento aportó pruebas de que Buda fue una persona histórica real. El gobierno de la India decidió conservar la urna en el Museo de la India en Calcuta y entregó las cenizas de Buda a la familia real de Tailandia. El rey Chulalongkorn depositó las cenizas en Wat Saket y las dividió en varias porciones como obsequio para otros países budistas como Ceilán y Birmania.
Cuando el ministro japonés Manjiro Inagaki se enteró de la noticia, solicitó al rey que ofreciera una porción de las cenizas a Japón. El rey accedió a su petición y entregó una parte de las reliquias como regalo de la familia real tailandesa al pueblo japonés.

### Fundación del Nittai-ji
Inagaki envió una carta sobre la recepción de las cenizas de Buda al ministro de Asuntos Exteriores, Shuzo Aoki. Aoki ordenó de inmediato a todos los líderes de las escuelas budistas que se prepararan para recibir las sagradas cenizas. Se celebró una conferencia en la que se decidió aceptar las reliquias sagradas.
En junio de 1900, se organizó una misión con el objetivo de recibir las cenizas. La misión viajó a Tailandia el 15 de junio de ese año y recibió las cenizas sagradas de manos del rey Chulalongkorn en el Gran Palacio. Allí, prometieron al rey construir un nuevo templo, no afiliado a ninguna escuela budista, donde se consagrarían las reliquias. El rey Chulalongkorn también obsequió una estatua de Buda de bronce dorado con mil años de antigüedad, considerada un tesoro nacional en Tailandia, para que sirviera como imagen principal de Buda en el nuevo templo.
La misión llevó las cenizas sagradas de regreso a Japón, donde fueron custodiadas temporalmente en el templo Myōhō-in en Kioto. Representantes de cada escuela budista de Japón celebraron reuniones para decidir sobre el templo que albergaría las cenizas. Tras numerosas conferencias, se decidió construir el templo en Nagoya. El gobierno municipal de Nagoya cedió un terreno de 330.000 metros cuadrados para su edificación. Finalmente, en 1904, se construyó el templo Nissen-ji (actual Nittai-ji) en conmemoración de la amistad entre Japón y Tailandia.

## Arquitectura

### Estupa
La estupa (奉安塔 Hōan-tō) es una propiedad cultural importante designada por el Gobierno de la prefectura de Aichi. La torre tiene una altura de 15 metros y está hecha de granito. Fue diseñada por el profesor Chuta Ito de la Universidad de Tokio y está inspirada en el estilo Gandhāra.
Frente a la estupa hay un camino circular destinado a la celebración del ritual anual y a la circunvalación ceremonial. El segundo nivel alberga el Salón de las Reliquias (舍利殿 Shariden).

### Salón Principal
El salón principal (本堂 Hondō) es el lugar donde se encuentra la estatua de Buda en bronce dorado. Frente a este salón, hay una inscripción del antiguo rey de Tailandia, el rey Bhumibol Adulyadej, que contiene la frase “Buda Sakyamuni” escrita en lengua tailandesa. En el lado oeste, se encuentra una caligrafía realizada por Otei Kaneko, que expresa la amistad entre Japón y Tailandia.

### Otros
- Salón de Culto (礼拝殿 Reihai-den), construido para la oración y la adoración. Se encuentra frente a la torre-relicario.
- Cementerio (墓地 Hakachi), con una extensión de 82.500 metros cuadrados.
- Salón Espiritual (霊堂 Reidō), construido en 1984, uno de los primeros cementerios cubiertos de Japón.
- Pagoda de cinco pisos (五重塔 Goshūnotō), construida en 1997, con una altura de 30 metros.
- Salón del Fénix (鳳凰台 Hōō-dai), construido en 1927, designado como propiedad cultural importante por el Gobierno de la Ciudad de Nagoya.
- Sala de la ceremonia del té (草結庵 Sōketsuan), de la época Edo, designada como propiedad cultural importante por el Gobierno de la prefectura de Aichi.

## Tesoros
- Puerta Principal (山門 Sanmon)

En la puerta principal hay dos estatuas. A la derecha se encuentra una estatua de Ānanda, discípulo de Buda que lo acompañó y sirvió durante toda su vida. A la izquierda, hay una estatua de Mahakashyapa, el discípulo más anciano de Buda, quien se convirtió en líder de la Sangha tras el fallecimiento de Buda.
- Estatua de Chulalongkorn (国王チュラロンコン像 Kokuō Churaronkon-zō)

Esta estatua fue erigida en 1987 en conmemoración del centenario de la amistad entre Japón y Tailandia. Está ubicada frente al salón del Dharma. Delante de la estatua hay flores tailandesas (海江豆 Kaikōzu), plantadas por el Príncipe Heredero de Tailandia en 1987.
- Manuscritos en hojas de palma (所蔵の貝葉 Shozō no baiyō)

Las hojas de palma se utilizaban tradicionalmente como soporte para escribir los primeros textos budistas. El Nittai-ji conserva una colección de 37 manuscritos, principalmente en idiomas jemer y tailandés. Estos manuscritos fueron entregados a Japón por Tailandia, aunque no se conoce con certeza la fecha exacta de su donación.
Las dos estatuas fueron esculpidas por Katsuzō Entsuba en 1988.
- Las sagradas cenizas de Buda (仏舎利 Busshari), donadas a Japón por Tailandia en 1900.
- Estatua de Buda en bronce dorado (釈迦金銅仏 Shakakondōbutsu), también donada por Tailandia en 1900.
- Caligrafía enmarcada (扁額 Hengaku), obra de Etai Yamada. Contiene la inscripción «Giro de la Rueda del Dharma» (転法輪 Tempōrin; en sánscrito: Dharmacakrapravartana).
- Huella del pie de Buda (仏足石 Bussokuseki), hecha de bronce. Fue un obsequio del rey Chulalongkorn a Japón en 1900.

## Eventos principales
El día 21 de cada mes, este templo celebra una feria en honor a Kōbō Daishi, durante la que se instalan numerosos puestos frente al templo. Además, el templo organiza varios eventos anuales:
- 15 de marzo: Día del Nirvana.
- 8 de abril: Nacimiento de Buda (Festival floral).
- Mayo: Festival de Vesak.
- 15 de junio: Ceremonia conmemorativa de la entronización de las reliquias de Buda.
- 15 de noviembre: Ceremonia conmemorativa de la inauguración del templo.
- 8 de diciembre: Día del Despertar.

## Galería

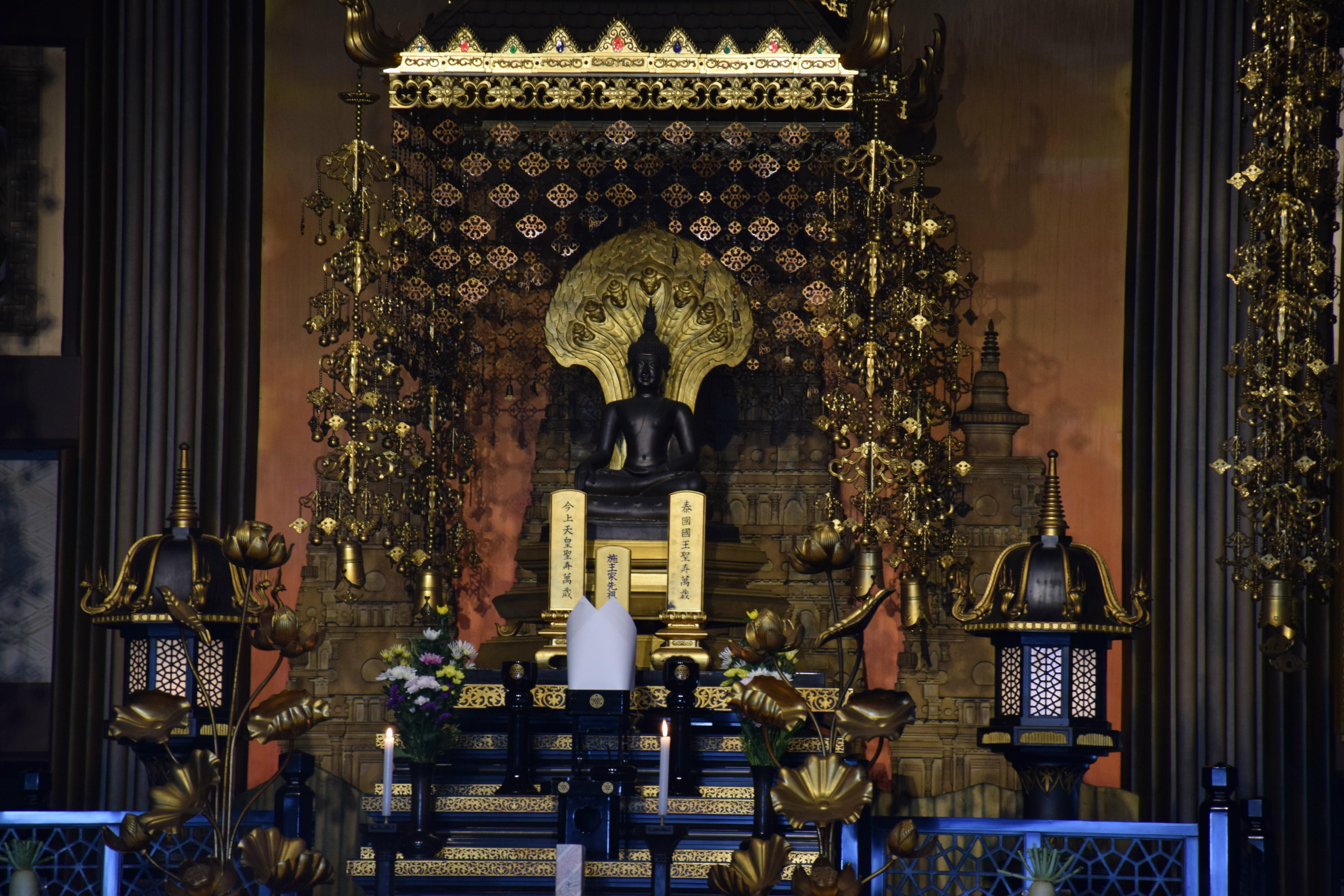
Estatua de Buda en bronce dorado.
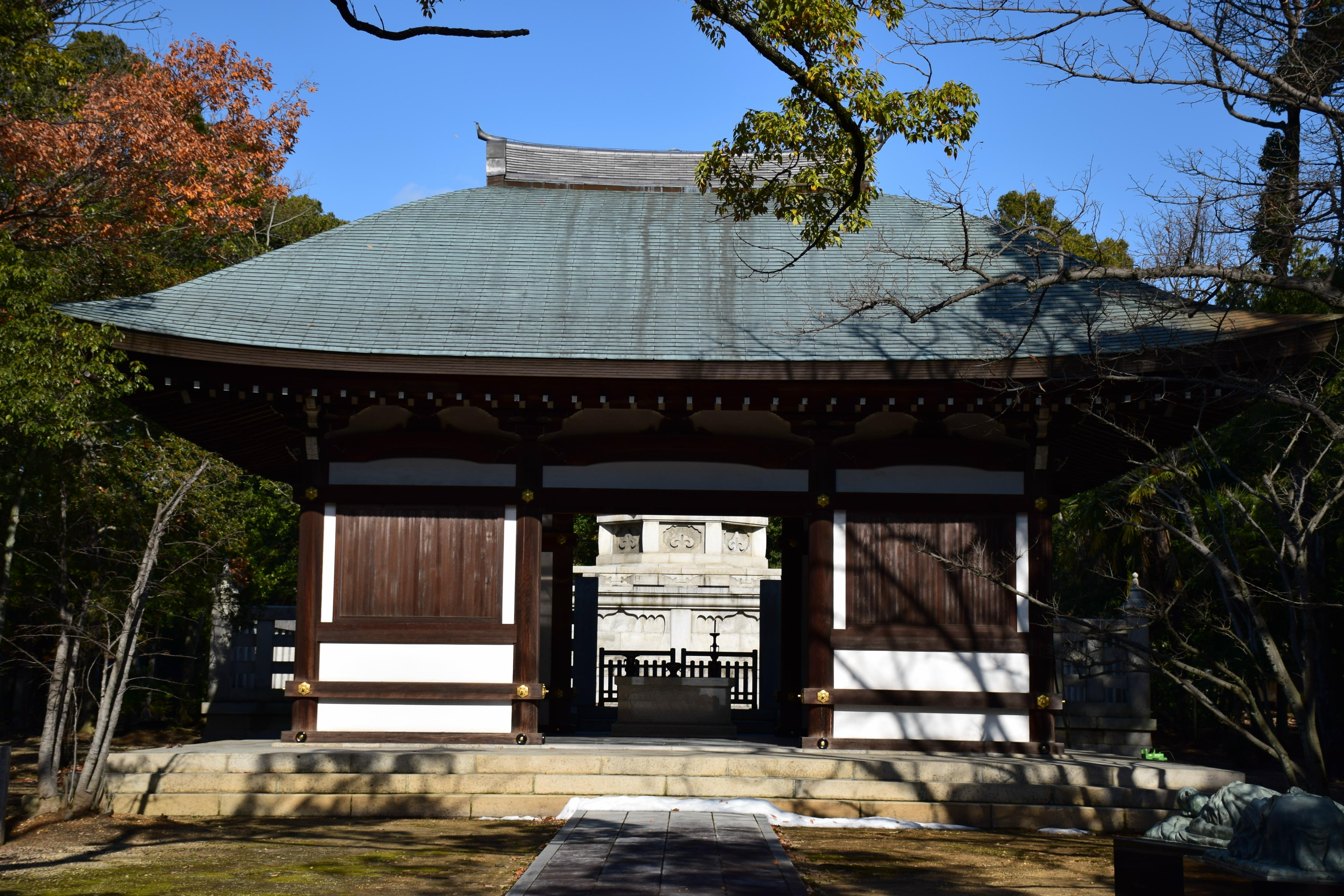
Sala del relicario (Shariden) frente a la torre que guarda las cenizas.
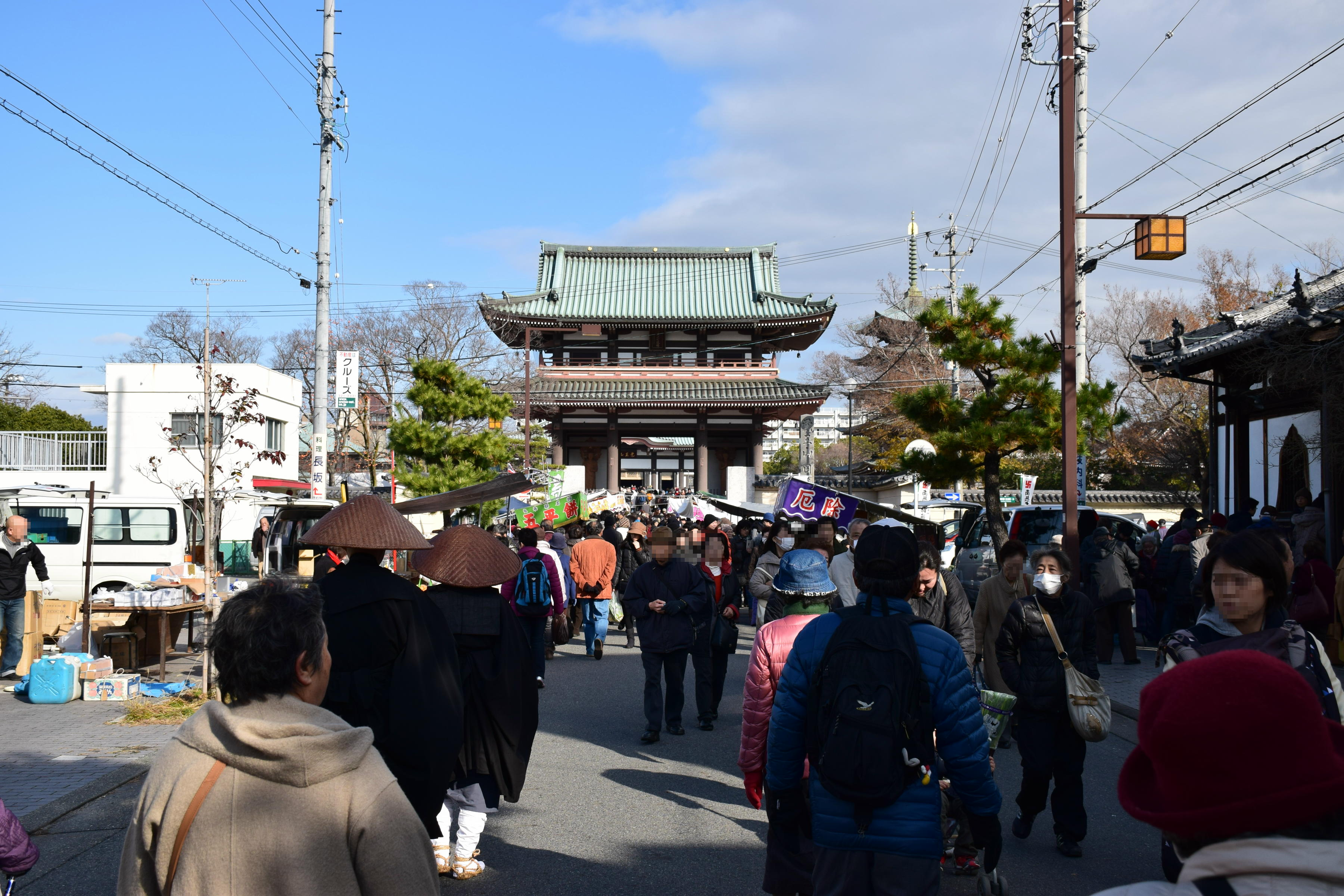
Puerta principal.
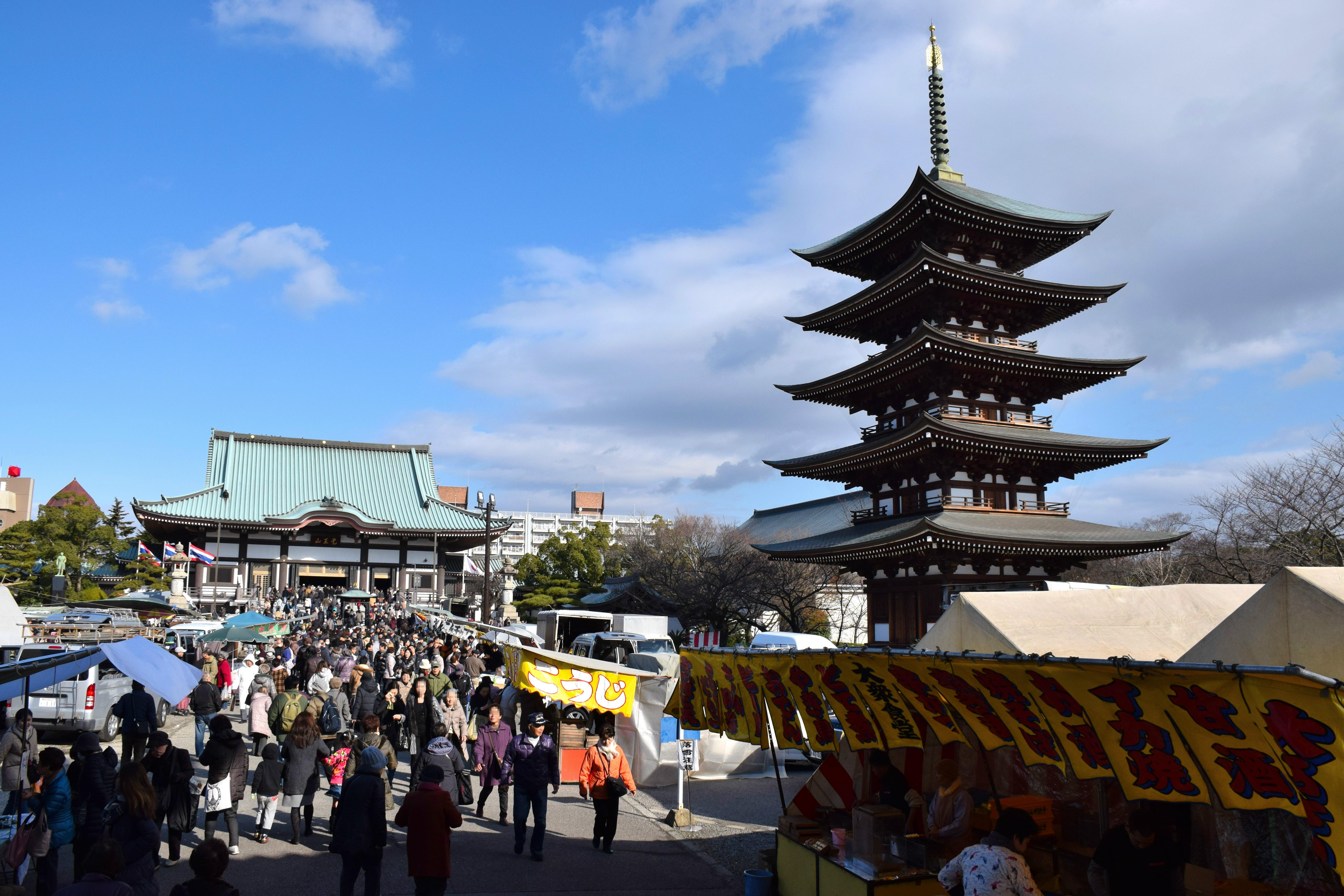
Puerta principal y la pagoda de cinco pisos.
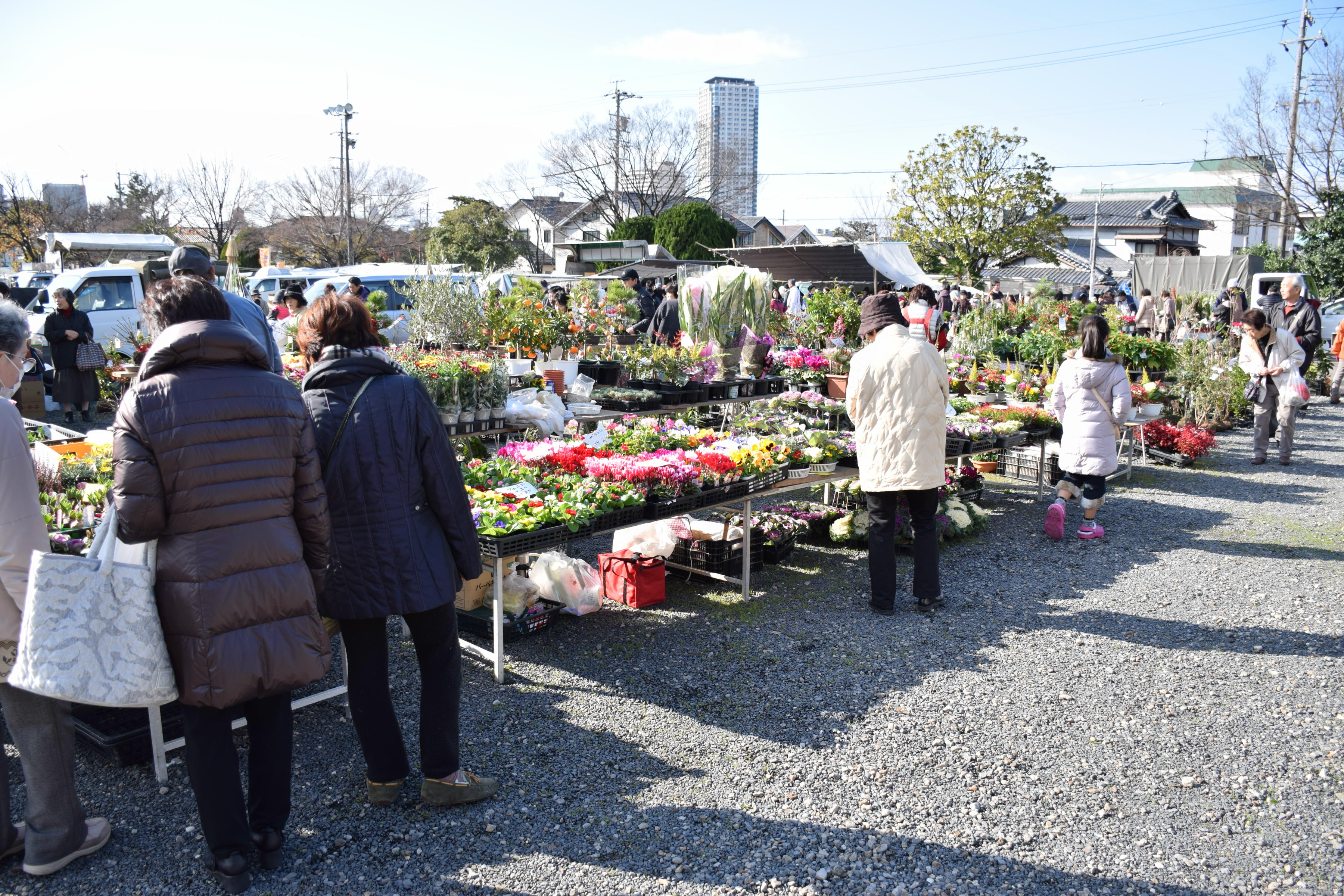
Mercado de flores frente al templo.